# Marcy (Aisne)
Marcy ist eine nordfranzösische Gemeinde mit 152 Einwohnern (Stand 1. Januar 2022) im Département Aisne in der Region Hauts-de-France (vor 2016 Picardie). Sie gehört zum Arrondissement Saint-Quentin, zum Kanton Saint-Quentin-2 und zum Gemeindeverband Saint-Quentinois.

## Geographie
Die Gemeinde Marcy liegt sieben Kilometer östlich von Saint-Quentin auf einem Plateau zwischen den Flusstälern von Oise und Somme. Nachbargemeinden von Marcy sind Fontaine-Notre-Dame im Norden, Neuvillette im Osten, Regny im Süden sowie Homblières im Westen.

## Bevölkerungsentwicklung
| Jahr                       | 1962 | 1968 | 1975 | 1982 | 1990 | 1999 | 2006 | 2013 | 2022 |
| -------------------------- | ---- | ---- | ---- | ---- | ---- | ---- | ---- | ---- | ---- |
| Einwohner                  | 192  | 205  | 179  | 169  | 178  | 184  | 167  | 176  | 152  |
| Quellen: Cassini und INSEE |      |      |      |      |      |      |      |      |      |

## Sehenswürdigkeiten
- Kirche St-Quentin
- Schloss
- Taubenturm Marcy (Aisne), Monument historique
- Wasserturm

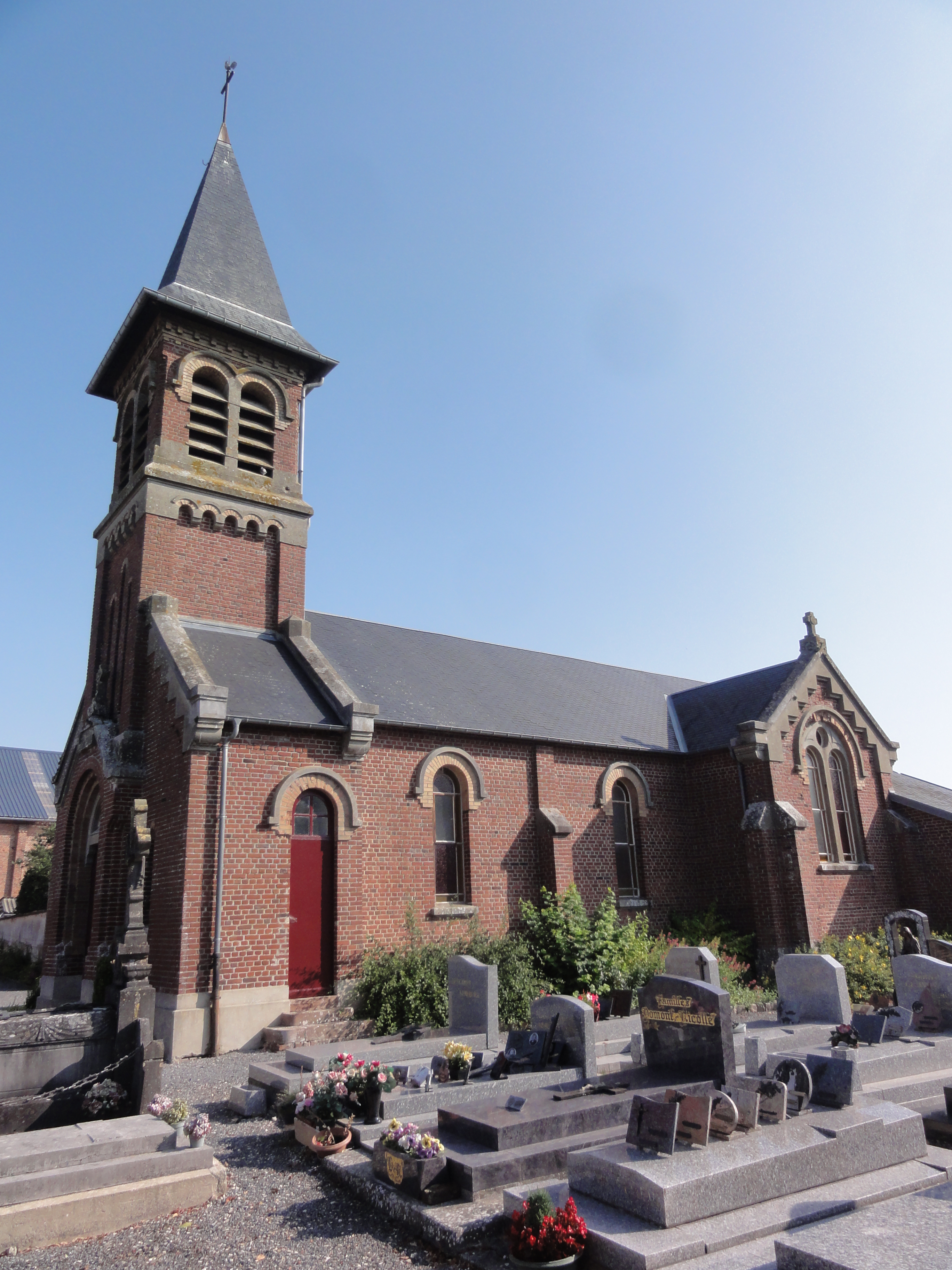
Kirche St-Quentin
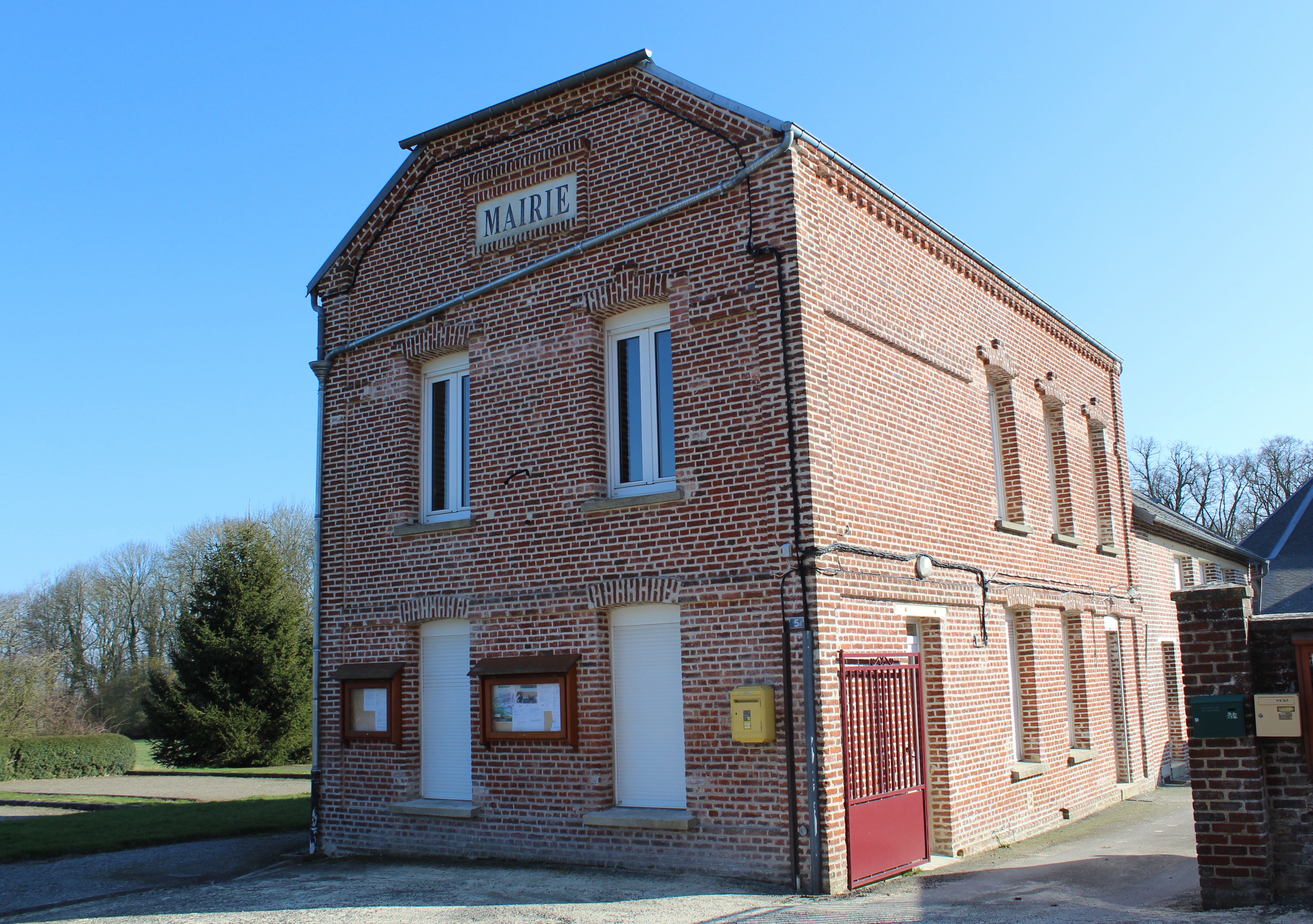
Taubenturm
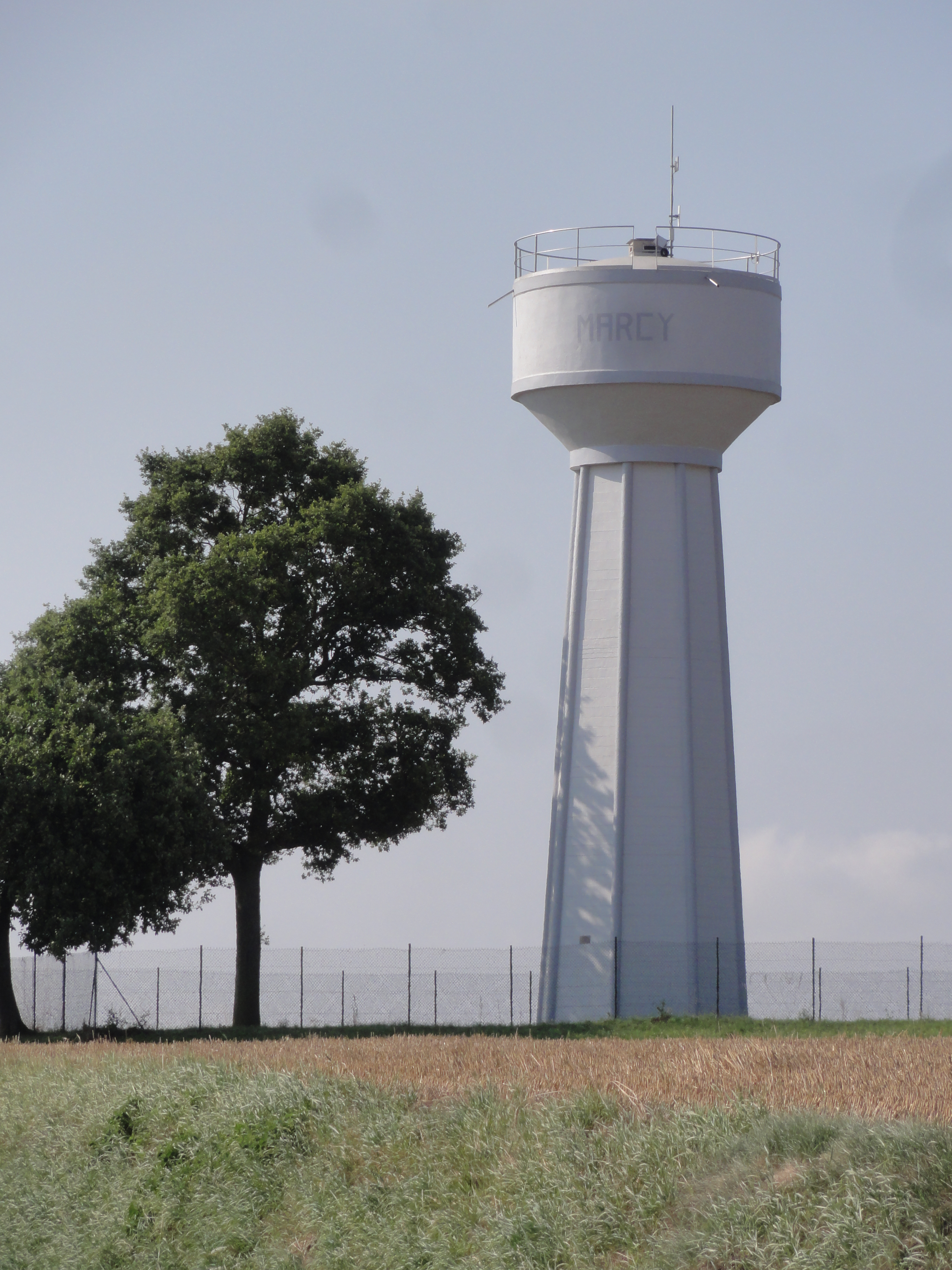
Wasserturm
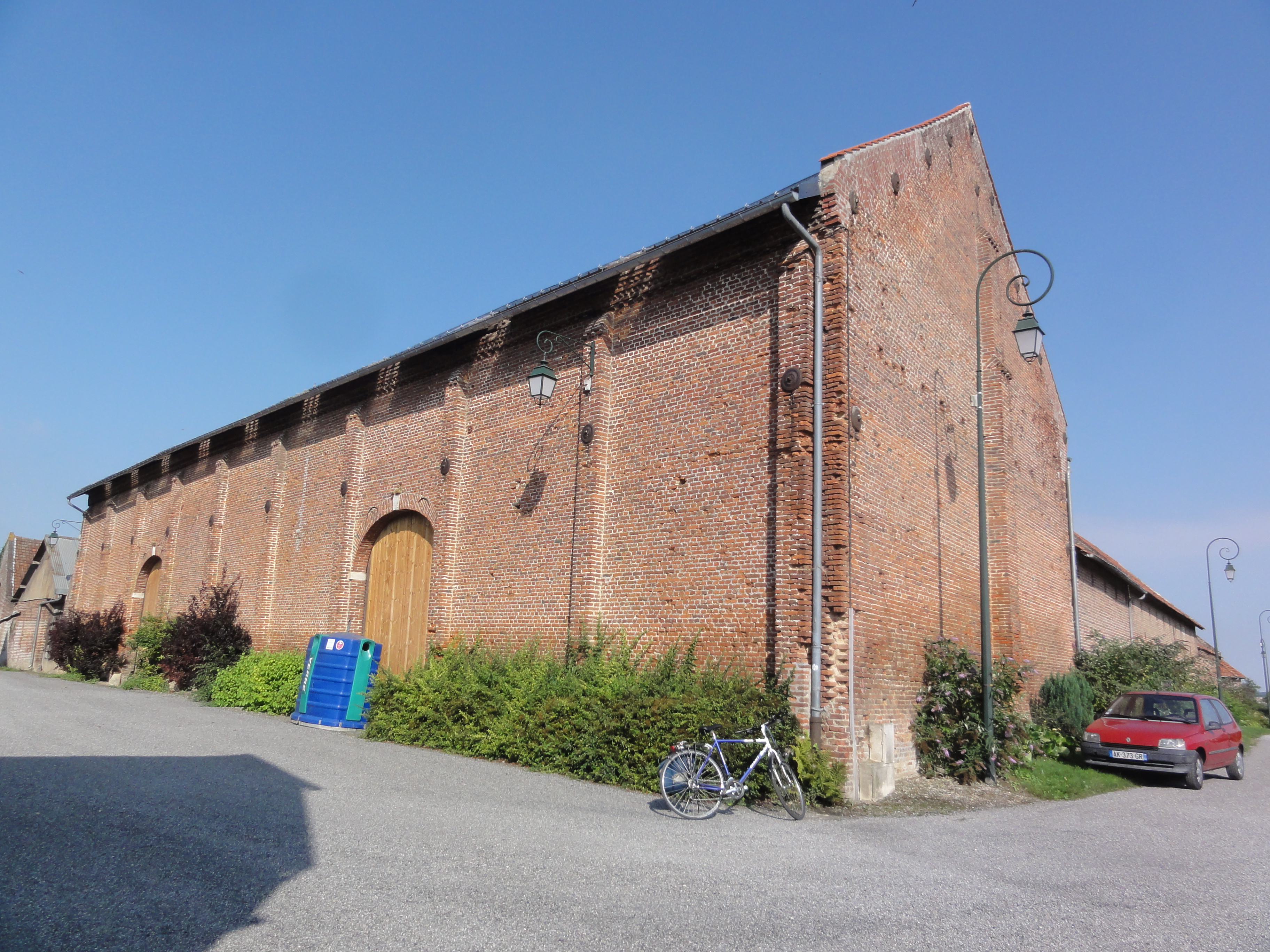
Traditionelle Scheune
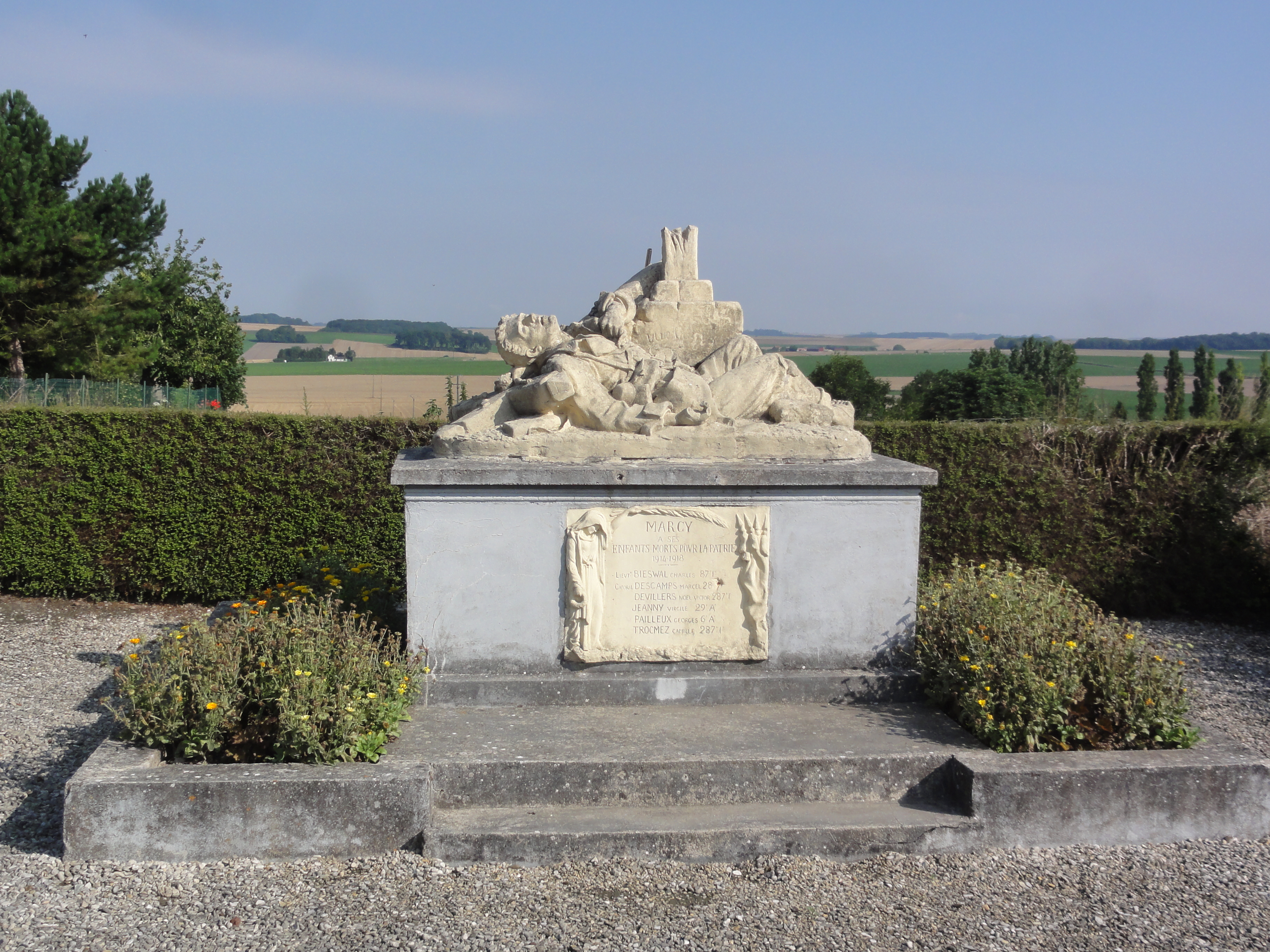
Gefallenendenkmal